# Anthony Hemingway
Pour les articles homonymes, voir Hemingway (homonymie).
Anthony Hemingway, né en 1977, est un réalisateur américain.

## Filmographie
Il a réalisé des épisodes des séries télévisées Sur écoute, Les Experts : Manhattan, The Closer : L.A. enquêtes prioritaires, Treme et Goliath.
- 2012 : Red Tails
- 2023 : True Lies (série TV) - producteur